# Сем Голл (стрибун у воду)
Сем Голл (англ. Sam Hall, 10 березня 1937 — 11 серпня 2014) — американський стрибун у воду.
Срібний медаліст Олімпійських Ігор 1960 року. Срібний медаліст Панамериканських ігор 1959 року.